# Фёдоров, Валерий Иванович
Вале́рий Ива́нович Фёдоров (род. 1 августа 1943) — российский деятель органов внутренних дел, генерал-полковник милиции. Статс-секретарь — первый заместитель министра внутренних дел Российской Федерации (1999—2001).

## Биография
Родился 1 августа 1943 года в городе Коврове Владимирской области.
Окончил среднюю школу, затем работал токарем, слесарем на заводе имени Дегтярёва.
В Вооружённых Силах СССР с 1962 года.
В 1969 году окончил юридический факультет Пермского государственного университета.
Работал милиционером третьего разряда городского отдела милиции города Коврова, затем — помощником прокурора в городе Губаха Пермской области.
С 1970 года — на общественной работе. В 1979 году окончил Академию общественных наук при ЦК КПСС
В 1983 году назначен на должность начальника политического отдела УВД Пермской области.
В 1988 году занял должность начальника Управления внутренних дел Пермской области.
С 1990 по 1993 год — народный депутат РСФСР по 64-му Западно-Уральскому национально-территориальному округу.
4 декабря 1995 года Фёдоров назначен на должность заместителя министра внутренних дел России.
С 26 февраля 1996 года — статс-секретарь — заместитель министра — начальник Главного управления кадров МВД России.
В 1996 году был доверенным лицом кандидата на пост президента России Бориса Ельцина во время избирательной кампании.
В 1997 году Фёдорову было присвоено специальное звание «генерал-полковник милиции».
С 1 апреля 1999 года — статс-секретарь — первый заместитель министра внутренних дел России. До 1 июля 1999 года был главой Следственного комитета при МВД России.
В 2000 году Фёдоров стал доверенным лицом кандидата в Президенты Российской Федерации Владимира Путина.
26 апреля 2001 года был освобождён от должности первого заместителя руководителя МВД России.
В октябре 2001 года Фёдоров стал членом Совета Федерации от администрации Вологодской области.
30 января 2002 года Фёдоров был избран первым заместителем председателя комитета Совета Федерации по конституционному законодательству.
28 января 2004 года был вновь избран первым заместителем председателя этого же комитета (ещё раз был переизбран 6 июля 2007 года).
Был членом комиссии Совета Федерации по естественным монополиям, член комиссии Совета Федерации по физической культуре, спорту и развитию олимпийского движения, членом российской делегации в Парламентской ассамблее Совета Европы.
1 июня 2012 года покинул Совет Федерации.
4 марта 2012 года был избран депутатом Череповецкой городской Думы созыва 2012—2017 годов по муниципальному избирательному округу.
Женат, воспитал дочь, имеет двух внуков.

## Награды и почётные звания
- Орден «За заслуги перед Отечеством» III степени (2023 год)[8]
- Орден «За заслуги перед Отечеством» IV степени (2000 год)[9]
- Орден Почёта (1998 год)
- Орден Дружбы (2006 год)[9]
- Медаль «Ветеран труда» (1987 год)[9]
- 14 медалей
- Почётный гражданин города Губахи[10]
- Почётный сотрудник МВД России[11]
- Три Благодарности Президента Российской Федерации[12][13][14]
- Почётная грамота Совета Федерации